# Limited Edition Collectors Box Set
 Limited Edition Collectors Box Set – drugi box set niemieckiej grupy folk metalowej In Extremo.

## Albumy wchodzące w skład box setu
CD:
- Verehrt und Angespien (1999)
- Sünder ohne Zügel (2001)

DVD:
- In Extremo - Live (2002)
  - Kyffhäuser
  - Taubertal
  - Mera Luna
  - Clips (Teledyski)
  - In Extremo Special 2000 / 2001